# 马克昌
马克昌（1926年8月12日—2011年6月22日），一名克，男，河南西华人，中国法学家。

## 生平
马克昌1950年毕业于武汉大学法律系，后考入中国人民大学研究生班，师从苏联刑法学家贝斯特洛娃，研究方向为刑法学研究。1952年，马克昌毕业后，返回武汉大学任教，担任法学院教授、博士生导师，与人大高铭暄教授并称为中国刑法学界的“北高南马”。1956年参与《中华人民共和国刑法》的起草工作，因要求尽快制定刑法的主张被划为右派分子，投入湖北省蕲春县八里湖农场接受劳动改造。1979年后开始武汉大学法律系的重建工作。1986年，武汉大学法学院成立，任首任院长。
1977年，马克昌受委托担任文化大革命主犯之一吴法宪的辩护人，1997年又参与《中华人民共和国刑法》的修订工作。
2011年6月22日因病医治无效，在武汉大学人民医院逝世，享年85岁。

## 著名学生
- 张军（最高人民法院院长，首席大法官）
- 熊选国（司法部副部长）
- 贾宇（现任浙江省人民检察院检察长，曾任西北政法大学校长）
- 黎宏（清华大学法学院教授）
- 刘明祥（中国人民大学法学院教授）
- 莫洪宪（武汉大学法学院教授）
- 刘艳红（东南大学法学院教授）
- 改之（华东政法大学法律学院教授）
- 张绍谦（上海交通大学凯原法学院教授）
- 童德华（中南财经政法大学刑事司法学院教授）
- 童伟华（海南大学法学院教授）
- 陈璇（中国人民大学法学院副教授）
- 黄旭巍（南京大学法学院副教授）